# مالخس
مالخُس (یونانی کوینه: Μάλχος، آوانگاری: Málkhos؛ ‏ تلفظ [ˈmal.kʰos]) یا مالکس (انگلیسی: Malchus؛ ‏ ‎/ˈmælkəs/‎) خدمتکار کاهن اعظم یهودیان قیافا بود که طبق مفاد انجیل‌های چهارگانه در دستگیری عیسی نقش داشت. مطابق روایات انجیل، پطرس برای جلوگیری از دستگیری مسیح با او درگیر شد و با خنجر گوشش را برید. این واقعه در هر ۴ انجیل نقل شده‌است اما به نام این خدمتکار تنها در انجیل یوحنا اشاره شده‌است. همچنین تنها در انجیل لوقا ذکر شده که عیسی او را شفا داد. این آخرین معجزه ثبت‌شدهٔ عیسی قبل از رستاخیزش محسوب می‌شود.
مورخ و دین‌شناس مشهور بریتانیایی جیمز اف. مک‌گرث معتقد است که ماجرای درگیری پطرس و بریدن گوش مالخس واقعیت دارد، زیرا بسیار نامحتمل است که مسیحیان اولیه داستانی ببافند که چهره‌ای خشن از خودشان جلوه دهند.
در روزگار معاصر، به مالخس در آثار ادبی و هنری مختلفی اشاره شده‌است. به عنوان مثال، کارن بلیکسن در رمانی در سال ۱۹۳۴ و میشائل فابر در رمانی در سال ۲۰۰۸. در فیلم مصائب مسیح به کارگردانی مل گیبسون معجزهٔ عیسی در ترمیم و شفای گوش مالخس (با بازی «روبرتو بستاتسونی») به تصویر کشیده شده‌است. در زمان دیگری به نام «تماس» (۲۰۰۵) اثر جان فرگوسن مالخس به عنوان یک سرباز رومی به تصویر کشیده شده که توسط پیلاطس برای جاسوسی از سنهدرین فرستاده شده بود. سپس قیافا او را مأمور جاسوسی از عیسی و حواریونش می‌کند.